# لودوفيكو مانين
لودوفيكو مانين (باللاتينية: Ludovicus Manin)‏ (و. 1725 – 1802 م) هو من جمهورية البندقية . ولد في البندقية .
توفي في البندقية، عن عمر يناهز 77 عاماً.

## مناصب
تولى منصب Doge of Venice (9 مايو 1789–12 مايو 1797) .

## التعليم
تعلم في جامعة بولونيا

## روابط خارجية
- لودوفيكو مانين على موقع الموسوعة البريطانية (الإنجليزية)